# Alpha, Minnesota
Alpha är en ort i Jackson County i delstaten Minnesota, USA.